# Gens Pinària
La gens Pinària (en llatí Pinaria gens) va ser una de les gens patrícies més antigues de Roma, que situava el seu origen abans de la fundació de la ciutat, quan els Potitii i els Pinarii, que vivien a la comarca on després es va fundar Roma, van donar hospitalitat a Hèrcules. L'heroi, a canvi, els va ensenyar la manera de rendir-li culte, però els Pinarii no van arribar a temps per al banquet de sacrifici que estava preparat, i quan es presentaren ja s'estaven menjant les entranyes de les víctimes. Hèrcules aïrat, va determinar que els Pinarii serien exclosos per sempre de menjar-se les entranyes i que en tots els assumptes relacionats amb el seu culte estarien darrere dels Potitii.
Les dues famílies van ser sacerdots d'Hèrcules fins a la censura d'Api Claudi Cec l'any 312 aC, que va comprar als Potitii els coneixements dels ritus sagrats i els va encomanar als esclaus públics. Els Pinarii, que no van voler vendre els seus drets, es van lliurar del càstig, i la família va subsistir molts segles encara. El seu nom provindria de Pinus, un fill de Numa Pompili.
Es mencionen durant la monarquia i van arribar al consolat molt aviat amb la república. Publi Pinari Mamercí Ruf va ser el primer cònsol de la família l'any 489 aC. Van usar els cognoms Mamercí, Natta, Posca, Rusca i Escarp, però cap d'aquestes branques va arribar al consolat.